# Neoplocaederus viridescens
Neoplocaederus viridescens es una especie de escarabajo longicornio del género Neoplocaederus, tribu Cerambycini, subfamilia Cerambycinae. Fue descrita científicamente por Atkinson en 1953.

## Descripción
Mide 22-25 milímetros de longitud.

## Distribución
Se distribuye por Costa de Marfil, Gambia, Ghana, República Democrática del Congo, Senegal, Sierra Leona y Togo.